# 乌尔克河畔马勒伊
烏爾克河畔马勒伊（法語：Mareuil-sur-Ourcq，法語發音：[maʁœj syʁ uʁk]）是法国瓦兹省的一个市镇，属于桑利斯区。

## 地理
乌尔克河畔马勒伊（49°8'11"N, 3°4'38"E）面积10.14 平方千米，位于法国上法蘭西大區瓦兹省，该省份为法国北部内陆省份，北起索姆省，西接厄尔省和滨海塞纳省，南至塞纳-马恩省和瓦兹河谷省，东临埃纳省。
与乌尔克河畔马勒伊接壤的市镇（或旧市镇、城区）包括：蒙蒂尼拉列、布拉尔、马罗勒、讷夫谢勒、米尔蒂安地区鲁夫尔、瓦卢瓦地区蒂里、下蒂里新城。

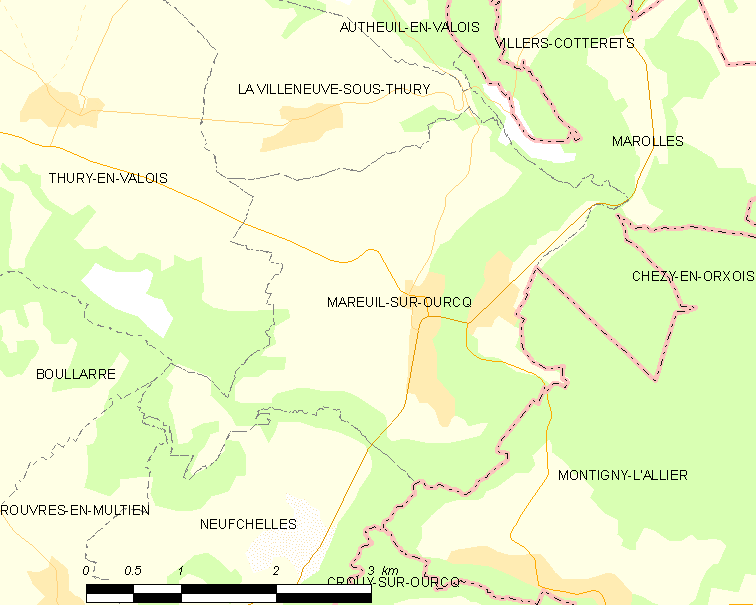
乌尔克河畔马勒伊的OSM定位图

乌尔克河畔马勒伊的时区为UTC+01:00、UTC+02:00（夏令时）。

## 行政
乌尔克河畔马勒伊的邮政编码为60890，INSEE市镇编码为60380。

## 政治
乌尔克河畔马勒伊所属的省级选区为楠特伊勒欧杜安县。

## 人口

1962-2008年间乌尔克河畔马勒伊人口变化图示

乌尔克河畔马勒伊于2022年1月1日时的人口数量为1589人。